# Куопіо
Ку́опіо (фін. Kuopio) — місто на сході Фінляндії, адміністративний центр провінції Північна Савонія.

## Географія
Це місто середньої величини з населенням у 124 тисячі жителів (восьме за чисельністю населення місто Фінляндії) знаходиться за 383 км від Гельсінкі та 326 км від російського кордону, біля озера Каллавесі.

### Клімат
Місто знаходиться у зоні, котра характеризується континентальним субарктичним кліматом. Найтепліший місяць — липень із середньою температурою 17.2 °C (63 °F). Найхолодніший місяць — січень із середньою температурою -10 °С (14 °F).
| Клімат Куопіо           | Клімат Куопіо | Клімат Куопіо | Клімат Куопіо | Клімат Куопіо | Клімат Куопіо | Клімат Куопіо | Клімат Куопіо | Клімат Куопіо | Клімат Куопіо | Клімат Куопіо | Клімат Куопіо | Клімат Куопіо | Клімат Куопіо |
| Показник                | Січ.          | Лют.          | Бер.          | Квіт.         | Трав.         | Черв.         | Лип.          | Серп.         | Вер.          | Жовт.         | Лист.         | Груд.         | Рік           |
| Абсолютний максимум, °C | 5             | 6             | 10            | 19            | 27            | 29            | 30            | 30            | 26            | 17            | 8             | 6             | 30            |
| Середній максимум, °C   | −7            | −7            | −2            | 4             | 12            | 17            | 21            | 18            | 11            | 4             | 0             | −4            | 5             |
| Середня температура, °C | −9            | −9            | −5            | 1             | 7             | 12            | 16            | 14            | 8             | 2             | −1            | −6            | 2             |
| Середній мінімум, °C    | −12           | −12           | −9            | −2            | 3             | 8             | 12            | 11            | 5             | 0             | −3            | −9            | 0             |
| Абсолютний мінімум, °C  | −37           | −37           | −32           | −22           | −7            | −2            | 5             | 2             | −3            | −13           | −21           | −32           | −37           |
| Норма опадів, мм        | 40            | 40            | 30            | 40            | 40            | 60            | 50            | 80            | 70            | 60            | 50            | 30            | 640           |
| Днів з дощем            | 5             | 5             | 4             | 5             | 5             | 6             | 5             | 7             | 7             | 6             | 5             | 4             | 71            |
| Вологість повітря, %    | 91            | 89            | 81            | 74            | 68            | 69            | 73            | 80            | 83            | 87            | 91            | 92            | 82            |
| ----------------------- | ------------- | ------------- | ------------- | ------------- | ------------- | ------------- | ------------- | ------------- | ------------- | ------------- | ------------- | ------------- | ------------- |
| Джерело: Weatherbase    |               |               |               |               |               |               |               |               |               |               |               |               |               |

## Історія

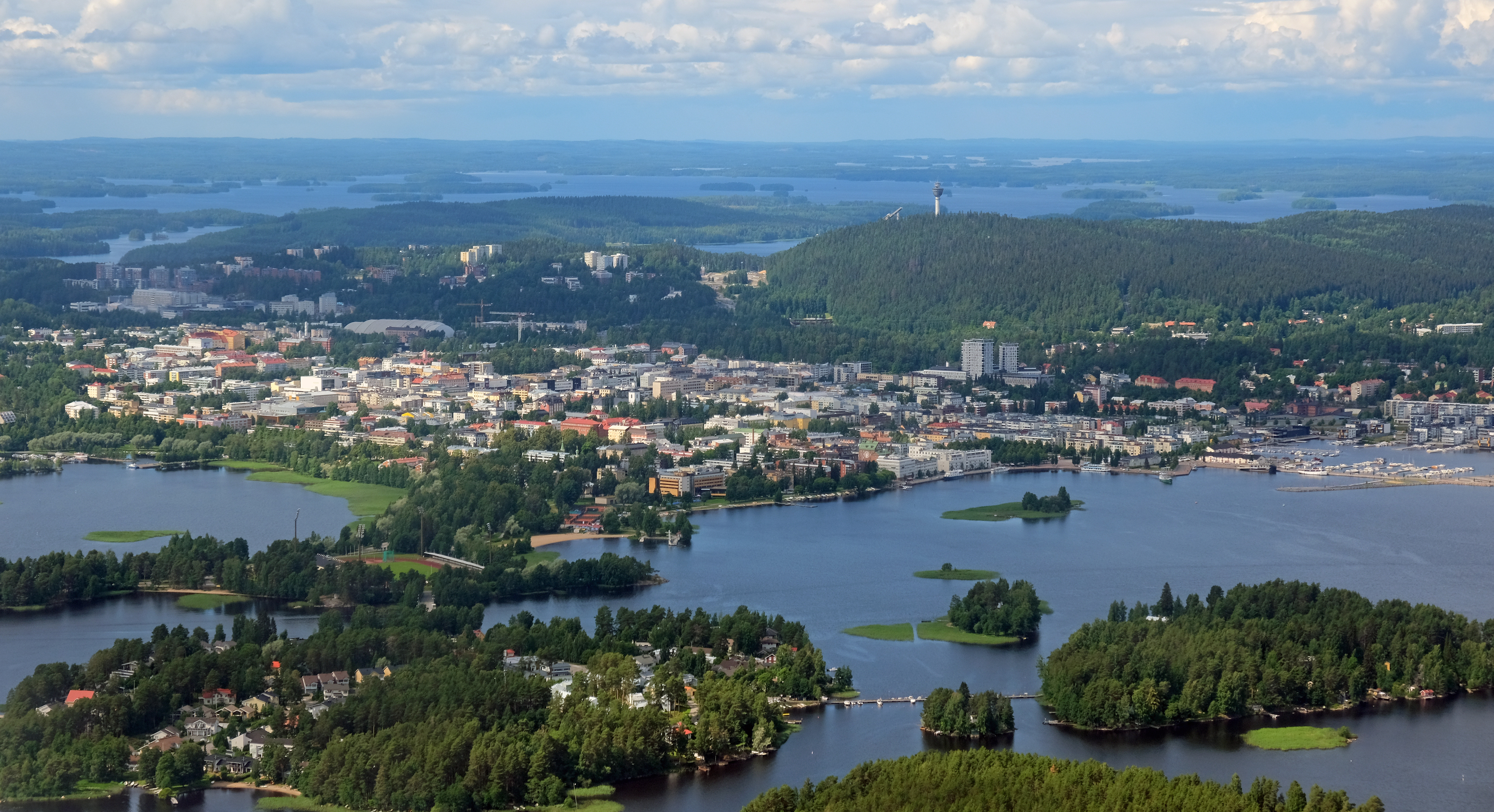
Вид на Куопіо і Каллавесі

Історію свою місто почало в період шведського панування в XVI столітті. У 1549 році фінський реформатор церкви Мікаел Агрікола видав указ про будівництво церкви в Куопіонніемі, яка 1552 року стала центром церковного приходу. У 1652 році граф Піетарі Браха (Пер Бразі) вперше заснував місто Куопіо як центр торгівлі та управління губернії, але в 1681 році права міста були скасовані. Привілеї міста були відновлені 4 березня 1782 року, коли шведський король Густав III зробив його адміністративним центром губернії Саво-Карелія.
Унаслідок російсько-шведської війни 1808—1809 років Фінляндія була приєднана як автономне Велике князівство до Росії. Бойові дії тривали і в околицях Куопіо.
У 1815 році була закладена стара будівля міста — собор Святого Миколая (архітектор Г. В. Палмрот). Куопіо — центр православної церкви Фінляндії. Єпархія Куопіо є також архиєпархією православної церкви країни.

## Сучасність
Тепер Куопіо — великий адміністративний, культурний та освітній центр. У місті діє університет, який спеціалізується в галузі медицини. Куопіо — центр деревообробної промисловості: розвинені хімічна, машинобудівна, харчова промисловість. Центр туризму та зимових видів спорту.

## Пам'ятки
Церковний православний музей Куопіо — один з найзначніших церковних музеїв у Західній Європі. Він підпорядковується фінському православному церковному правлінню і має статус державного. Музей заснований в 1957 р., будівля побудована в 1969 р. Тут виставлені ікони, літургійний текстиль та сакральні предмети з монастирів Валаам і Коневець; велика частина експонатів евакуйована під час Другої світової з монастирів та парафій Карелії, які знаходяться тепер на російській території. Різноманітність і велика кількість предметів зі старих монастирів Валаама, Коневця і Печенги говорять про спроможність монастирів часів автономії Фінляндії та їх значенні як місць паломництва. Предмети з великих міських приходів, таких, як Виборзький і Приозерський, дають уявлення про православну культуру XIX ст. Скромні та нечисленні предмети парафій Ладоги відображають бідність, у якій в той час жили в глушині. Значна частина колекції музею датовані XVIII—XIX сторіччями, а найстаріші речі — середньовіччям. Серед експонатів багато розкішних дорогих подарунків, які серед інших робили члени царської сім'ї і багаті купці. Один з найстаріших текстилей — покривало часів Івана Грозного, подароване Коневецькому монастирю двома боярськими синами в 1551 р. На покривалі зображений святитель Арсеній Коневецький. Воно розписано золотом і вишите візерунками з шовку. Інше покривало подаровано Валаамському монастирю в 1858 р. царівною Марією Олександрівною.

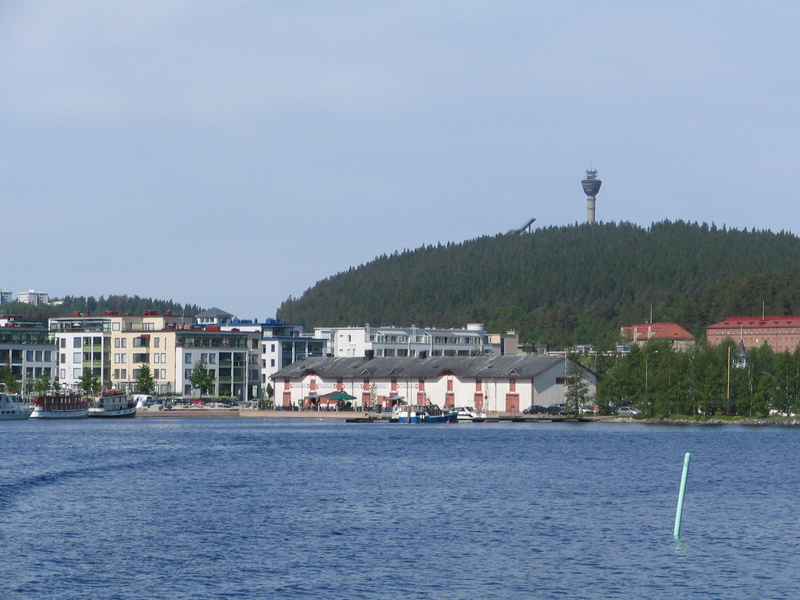
Порт Куопіо

У центрі міста розташована заповідна зона — гора Пуйо, вкрита густим лісом. На її вершині в 1963 р. побудована 75-метрова вежа, має три поверхи — кафе, ресторан, що обертається, і оглядовий майданчик, з якого відкривається вид на озера і острови. Взимку гора Пуйо перетворюється на лижний центр. Тут прокладено близько 45 км лижні. На горі Пуйо існує єдина у світі школа навчання стрибків на лижах з трампліна, яка відкрита для всіх охочих.
Відомим у місті місцем є ринкова площа, де продаються національні делікатеси та вироби народної творчості. Популярною серед туристів є місцева страва «калакукко» (фін. kalakukko — риб'ячий півень) — рибний пиріг з начинкою з ряпушки.
У Університетському ботанічному саду зібрано близько 1 000 видів рослин у парниках і близько 1 500 видів на відкритих майданчиках. Це різноманітні лікарські та отруйні, лісові і лугові рослини.
У місті працюють Музей «Квартал Куопіо», який розкриває історію будівництва Куопіо та зоопарк свійських тварин.

## Уродженці
- Єні Вартіайнен (* 1983) — фінська поп-співачка.
- Ейнар Вігма (1893—1944) — фінський військовий діяч.
- Рісто-Матті Марін (* 1976) — фінський піаніст.
- Сімо Пууппонен (1915—1967) — фінський письменник.
- Каріта Тюккя (* 1976) — фінська телезірка, акторка і одна з найвідоміших моделей Фінляндії.